# Kanton Orpierre
Der Kanton Orpierre war bis 2015 ein französischer Wahlkreis im Arrondissement Gap, im Département Hautes-Alpes und in der Region Provence-Alpes-Côte d’Azur. Er umfasste sieben Gemeinden, sein Hauptort (frz.: chef-lieu) war Orpierre. Die landesweiten Änderungen in der Zusammensetzung der Kantone brachten im März 2015 seine Auflösung. Vertreter im conseil général des Départements war zuletzt Georges Mas.

## Gemeinden und Einwohner
Der Kanton bestand aus sieben Gemeinden (Einwohnerzahl vom 1. Januar 2012).
- Étoile-Saint-Cyrice (32)
- Lagrand (264)
- Nossage-et-Bénévent (11)
- Orpierre (327)
- Sainte-Colombe (62)
- Saléon (81)
- Trescléoux (319)